# 第10陸軍偵察分隊
第10陸軍偵察分隊（德語：Armee-Aufklärungsdetachement 10）是瑞士陸軍的一支特種部隊，專責於本土和海外執行反恐作戰。目前已知，ARD 10在2011年的運作經費約1600萬瑞士法郎。
ARD 10是瑞士兩支特種部隊之一，另一支部隊為“憲兵特別分隊”（MP Spez Det.），後者主要在瑞士境內執行任務。

## 歷史
ARD 10創立於2003年，它是在2001年的軍事改革期間由瑞士聯邦議會提議成立，目的是希望擁有一支特種部隊以保護身處海外的瑞士公民和軍人。
ARD 10成立初期由30名士兵組織而成，並按照英國陸軍特種空勤團的標準進行訓練及編制。瑞士當局最早於2007年向公眾公開該部隊的存在。據推測，首批ARD 10幹員是由來自美國海軍海豹部隊、美國陸軍特種部隊和英國陸軍特種空勤團的外籍教官所訓練。
對於ARD 10的成立，部份瑞士民眾予以反對並評擊。反對者指出，ARD 10執行的反恐任務有可能令平民處於危險 。瑞士報章Zeit-Fragen則指出ARD 10會打破瑞士作為中立國的地位，又指任何涉及瑞士公民的危機應該透過談判解決 。
瑞士政府曾計劃於議會未有共識下派遣30名ARD 10幹員打擊索馬里海盜。
2010年，瑞士政府計劃派遣ARD 10到利比亞拯救兩名被卡扎菲拘留的瑞士公民，兩人因卡扎菲的兒子在瑞士被拘捕而成為人質。該行動代號為“薩克爾”（SAKR）。然而最終人質在瑞利兩國的談判下獲釋，但武力營救行動的細節卻被媒體公諸於世，並令ARD 10再度受到評擊。
目前ARD 10的規模只有40人，少於2011年時的91人。蘇黎世大學戰略研究所指出這是基於瑞士軍隊沒有足夠資源把其特種部隊部署到世界各地。

## 訓練
有意加入ARD 10的候選人必須在完成瑞士軍隊的強制兵役後出值長達18個月的特種部隊訓練，當中有6個月被用作基礎訓練，接下來的40個星期會被用作滲透技巧方面的訓練。
候選人在參加訓練前會先被評估其精神和身體狀態方面是否適合擔任ARD 10的幹員。另外在服完強制兵役後，候選人必須沒有刑事記錄。
完成訓練後，所有ARD 10幹員必須隨時準備部署。
在超過300名候選人中只有10名具潛質的士兵會被訓練成為ARD 10的幹員。
ARD 10的幹員會被訓練作以下的專業崗位：
- 山地專家
- 兩棲專家
- 傘降専家
- 摩托化專家

## 裝備

### 個人武器

#### 突擊步槍
| 武器名稱      | 原產地 | 備註 |
| ------------- | ------ | ---- |
| SIG SG 553 LB | 瑞士   | -    |

#### 衝鋒槍
| 武器名稱  | 原產地 | 備註 |
| --------- | ------ | ---- |
| HK MP5SD3 | 德国   | -    |

#### 狙擊步槍
| 武器名稱      | 原產地 | 備註       |
| ------------- | ------ | ---------- |
| 薩科TRG-42    | 芬兰   | -          |
| PGM Hecate II | 法國   | 反器材步槍 |

#### 手槍
| 武器名稱 | 原產地 | 備註 |
| -------- | ------ | ---- |
| 克拉克17 | 奥地利 | -    |
| 克拉克26 | 奥地利 | -    |

### 個人裝備
- 作戰服
  -  瑞士軍隊迷彩服
- 防彈盔
  -  Ops-Core FAST XP High Cut
- 抗噪耳機
  -  3M Peltor Comtac XPI
- 夜視儀
  -  GPNVG-18
- 無線電
- 攜板背心
- 防彈盾